# 冴沢鐘己
冴沢 鐘己（さえざわ しょうき、4月6日 - ）は、日本のシンガーソングライター、音楽プロデューサー、ギタリスト、ラジオパーソナリティ、音楽ユニット・TIME FOR LOVE、Shake My Daysのメンバーである。fm GIG創設者。身長180cm。血液型A型。大阪府大阪市出身、京都府京都市在住。
1960年代から1990年代にかけてのヒット曲を研究し、自身のYouTubeチャンネル「冴沢鐘己-Showky Saezawa-レトソンチャンネル」でその知識を活かした音楽番組を多数配信している。「青春！ライバル物語!」「歌謡曲 独断ベストテン!」「冴沢鐘己のオーバーナイト歌謡曲」「冴沢鐘己のサタデーワイド歌謡曲」「冴沢鐘己の、サタデー歌謡【生リク】ワイド!」などの企画番組を手がけ、多くの視聴者に支持されている。
また、昭和・平成の歌謡曲、ポップス、フォーク、ロック、ニューミュージックを包括する総称として「レトソン」（レトロソングの略）を提唱し、さらに牧村三枝子「みちづれ」、五木ひろし「おまえとふたり」、川中美幸「ふたり酒」、都はるみ「大阪しぐれ」など、夫婦や男女の幸福をテーマにした演歌を「しあわせ演歌」と名付けるなど、新たな音楽ジャンルに分類している。

## 経歴
- 1996年 - バンド活動を経てソロ活動開始。
- 2002年 - fm GIG開局。
- 2009年 - エイベックスよりアルバム「カナリアみたいな歌声が」リリース。
- 2010年 - ユニット TIME FOR LOVE 結成。レーベル PALMTONE RECORDS設立。
- 2012年 - イタリア・アルベロベッロで開催された世界民族音楽フェスティバルで日本チームのリーダーを務める。
- 2017年 - デイリーファッション「パレット」CMソング制作（籾井優里奈 歌唱）[1]。
- 2021年
  - 作詞作曲プロデュース曲「夢を見るかもしれない」が、テレビ朝日「じゅん散歩」2021年10・11月エンディング曲となる（籾井優里奈 歌唱）[2]。
  - ユニット Shake My Days 結成。
- 2022年
  - 作詞作曲プロデュース曲「のら猫は一生懸命」が、テレビ朝日「凪咲とザコシ」2022年4月度エンディング曲となる（BBガールズ 歌唱）[3]。
  - 作詞作曲プロデュース曲「空はイミテーション」が静岡放送「Soleいいね!」「お買い物いいね!」2022年4月クールエンディング曲に採用（Shake My Days 歌唱）[4]。
  - 作詞作曲プロデュース曲「夕暮れにサイダー」が、KFB福島放送 × UX新潟テレビ21 特番エンディング曲[5]、テレビ朝日系列九州5局ネット「ながさきシン・修学旅行」エンディング曲に起用される（Shake My Days 歌唱）[6]。
- 2025年 - 作詞作曲プロデュース曲「一瞬の光」が、テレビ朝日「じゅん散歩」2025年2・3月エンディング曲となる（山下圭志 歌唱）[7]。

## ディスコグラフィ

### シングル
1. 仮面／瑠奈（ルナ）（1997年）
2. 運命の行方／卒業（1997年）
3. カナリア／金曜日、僕は寝坊した（1999年）
4. どこか遠い場所へ（2000年）※「冴沢鐘己&Cool Han Luke」名義

### アルバム
1. 9マイルは遠すぎる（1996年）
2. カナリアみたいな歌声が（2009年）

## ラジオ
- 冴沢鐘己と曽我未知子のムンサタ（fm GIG　土曜 21:00 - 24:30、2004年 - ）
- Showky☆優里奈の、だって水曜だもの!（FM泉大津　毎月第3水曜 18:00 - 18:55、2019年 - ）
- 冴沢鐘己の 情熱の羅針盤（ラジオ大阪　毎週金曜 17:45 - 18:00、2023年 - ）

## TIME FOR LOVE
TIME FOR LOVE（タイムフォーラブ）は、冴沢鐘己（ボーカル・ギター）、伴英将（ばん えいしょう 尺八）、金狼（きんろう パーカッション）の3人で構成される日本の音楽ユニットである。2010年結成。当初は昭和歌謡のカバーバンドとして、ボーカルに蔦佐和子を加えた4人組だった（2013年脱退）。

### 経歴
- 2020年、2nd.アルバム『何かが道をやってくる』収録曲「眩暈（めまい）」が、福島放送「シェア!」2022年4月度タイアップに選ばれる[8]。
- 2021年、3rd.アルバム「ドルの向こう側」が、iTunes USAのJ-Popランキングで全米4位を記録[9]。収録曲「夜明けのムーンシャイナー」が 山形テレビ深夜版「Do～んな天気」2021年10月度タイアップ[10]、YTSスペシャル12月度「第21回山形ふるさとCM大賞」エンディングテーマに選ばれる[11]。

### ディスコグラフィ

#### シングル
- 2010年9月 - 1st.「青い風と白い空」
- 2011年5月 - 2nd.「ときどき、セルリアンブルー／夜明けの月に」
- 2012年2月 - 3rd.「夕陽色の涙／空が晴れたら」
- 2015年3月 - 4th.「夢を見るかもしれない」
- 2016年12月 - 5th.「夜明けのムーンシャイナー」
- 2020年6月 - 6th.「プレイメイツ」
- 2022年5月 - 7th.「ガラスの鍵」
- 2024年6月 - 8th.「異端者」

#### アルバム
- 2013年6月 - 1st.アルバム「心地よく秘密めいた場所」
- 2014年5月 - 2nd.アルバム「何かが道をやってくる」
- 2021年5月 - 3rd.アルバム「ドルの向こう側」
- 2022年4月 - 2nd.アルバム「何かが道をやってくる」新装リマスター盤

## Shake My Days
Shake My Days（シェイクマイデイズ）は、光希（みつき、ボーカル）と冴沢鐘己（ギター）による日本の2人組音楽ユニットである。

## プロデュース業
1980年代〜1990年代ニューミュージックを彷彿とさせるキャッチーでポップなサウンドや曲作りが特徴で、“レトロ・フューチャーな面白さ”と称される。
- BBガールズ
- 籾井優里奈
- 山下圭志
- あきっすん（楽曲「Sunday」が、琉球朝日放送「こきざみぷらす」2022年4月度タイアップとなる[13]）